# Кордес Лејкс (Аризона)
Кордес Лејкс (енгл. Cordes Lakes) насељено је место без административног статуса у америчкој савезној држави Аризона.

## Демографија
По попису из 2010. године број становника је 2.633, што је 575 (27,9%) становника више него 2000. године.
| Група             | 2000.         | 2010.         |
| Белци             | 1.881 (91,4%) | 2.318 (88,0%) |
| Афроамериканци    | 3 (0,1%)      | 22 (0,8%)     |
| Азијати           | 3 (0,1%)      | 4 (0,2%)      |
| Хиспаноамериканци | 127 (6,2%)    | 214 (8,1%)    |
| Укупно            | 2.058         | 2.633         |